# Charinus insularis
Espèce
Charinus insularis est une espèce d'amblypyges de la famille des Charinidae.

## Distribution
Cette espèce est endémique des îles Galápagos,.

## Description
Charinus insularis mesure 9 mm.
La carapace des femelles décrites par Miranda, Giupponi, Prendini et Scharff en 2021 mesure de 2,80 à 3,84 mm de long sur de 3,68 à 5,31 mm.

## Étymologie
Son nom d'espèce lui a été donné en référence au lieu de sa découverte, une île.

## Publication originale
- Banks, 1902 : « Papers from the Hopkins Stanford Galapagos Expedition; 1898-1899. VII. Entomological Results (6). Arachnida. With field notes by Robert E. Snodgrass. » Proceedings of the Washington Academy of Science, vol. 4, p. 49-86 (texte intégral).